# Robert Gardos
Robert Gardos (Boedapest, Hongarije, 16 januari 1979) is een Oostenrijkse professioneel tafeltennisser van Hongaarse afkomst. Hij speelt rechtshandig met de shakehandgreep. Hij nam deel aan de Olympische Zomerspelen 2008, Olympische Zomerspelen 2012, Olympische Zomerspelen 2016 en Olympische Zomerspelen 2020.

## Belangrijkste resultaten
- Europees kampioen dubbelspel op de Europese kampioenschappen met landgenoot Daniel Habesohn in 2012
- Europees kampioen dubbelspel op de Europese kampioenschappen met landgenoot Daniel Habesohn in 2018
- Tweede plaats op de Europese kampioenschappen met landgenoot Daniel Habesohn in 2013
- Tweede plaats op de Europese kampioenschappen met landgenoot Daniel Habesohn in 2015
- Derde plaats enkelspel op de Europese kampioenschappen in 2008